# Thirlby
Thirlby – wieś w Anglii, w hrabstwie North Yorkshire, w dystrykcie (unitary authority) North Yorkshire. Leży 35 km na północ od miasta York i 314 km na północ od Londynu.